# Lapja
Lapja (cyr. Лапја) – wieś w Bośni i Hercegowinie, w Republice Serbskiej, w mieście Trebinje. W 2013 roku liczyła 189 mieszkańców.